# کرخلبی (ناحیه ریخنوف ناد کنیژنوو)
کرخلبی (به چکی: Krchleby) یک منطقهٔ مسکونی در جمهوری چک است که در ناحیه ریخنوف ناد کنیژنوو واقع شده‌است.